# Анастасиева стена
Анастасиева стена (стена Анастасия, греч. Αναστάσειο Τείχος, тур. Anastasius Suru), также Длинная стена (Длинные стены, греч. Μακρόν Τείχος) — пояс укреплений второй половины V — начала VI века на сухопутных подступах к Константинополю. Стена находилась на расстоянии около 65—70 км западнее Константинополя, пересекала с севера на юг полуостров Пашаэли в Восточной Фракии между Чёрным и Мраморным морями, между Дерком и Селимврией. Общая длина около 45 км. Стена имела высоту до 5 м, толщину 3,5 м и была укреплена 450 башнями. Большинство историков утверждают, что стена построена Анастасием I (491—518). Однако историк Малх Филадельфиец упоминает стену (или, возможно, земляное укрепление, предшествовавшее ей) в описании событий 480 года. Восстановлена Юстинианом I.
Строительство этого гигантского сооружения с военной точки зрения было едва ли оправданно, так как столь протяженное укрепление было крайне трудно оборонять. Нет свидетельств того, что византийцы когда-либо упорно защищали Длинную стену. В основном она могла служить защитой лишь от случайных набегов ограниченных сил, но все большие вражеские армии пересекали стену легко, подходя к основным укреплениям Константинополя.
Стена начиналась от современной пристани Эвджик (Evcik) на Чёрном море, близ села Ялыкёй, западнее мыса Карабурун и озера Дурусу. Стена простиралась 500 м на запад до холма Хисар (121 м), затем на юг до махалле Караджакёй, пересекала реку Караджакёй, простиралась до холма Кушкая (377 м), затем на юг до холма Хырсыз (212 м) близ махалле Гюмюмшпынар, проходила мимо села Курфаллы, махалле Фенеркёй и Алипаша (Япагджа), достигала холма Парпат (126 м) и далее в махалле Санджактепе и заканчивалась у мыса Карынджа (Karınca Burnu) на Мраморном море.